# دينكو بتروف
دينكو بتروف (بالبلغارية: Динко Петров)‏ هو مصارع هاوي بلغاري، ولد في 10 مارس 1935 في ستارا زاغورا في بلغاريا.

## وصلات خارجية
- دينكو بتروف على موقع قاعدة بيانات المصارعة الدولية (الإنجليزية)
- دينكو بتروف على موقع أوليمبيديا (الإنجليزية)